# Saison 2008-2009 de la Jeunesse sportive de Kabylie
Pour un article plus général, voir Jeunesse sportive de Kabylie.
Maillots
Chronologie
Saison précédente Saison suivante
Cet article traite de la saison 2008-2009 de la JS Kabylie. Les matchs se déroulent essentiellement en Championnat d'Algérie de football 2008-2009, mais aussi en Coupe d'Algérie de football 2008-2009 et Ligue des Champions de la CAF 2009.

## Résumé de la saison 2008-2009
La JSK est championne en titre lors du début de saison 2008-2009. Cette saison débute le 7 août 2008, et se termine le 8 juin 2009. Elle est légèrement particulière à cause de l'affaire du RC Kouba.
En effet, le 29 septembre 2008, la FAF apporte une modification importante dans son organisation à la suite de la décision finale qui a été prise par la LNF algérienne, la FAF, et après le verdict rendu par le TAS de Lausanne (alors que sept journées ont déjà été jouées) de réintégrer l'équipe du RC Kouba de façon définitive en modifiant le classement final des trois promus de deuxième division de la saison 2007-2008.
À titre exceptionnel, et en vue d'une modification du championnat en 2009 (passage à 18 clubs), la FAF a accepté de réintégrer le RC Kouba en tant que 17e club de Division 1 le 24 octobre 2008 et la ligue a officiellement émis un nouveau calendrier le 4 novembre 2008 intégrant le RCK.
Finalement au terme de la saison, le RC Kouba, malgré tous ses efforts ne parviendra pas à se maintenir et fera partie des deux relégués exceptionnelles pour cette saison.
À l'issue de ce championnat nous avons donc comme promus, le retour de deux anciens pensionnaires de première division historiques que sont le MC Oran et le WA Tlemcen ainsi que le deuxième club de la ville de Batna, le CA Batna.
Et comme relégués en Super D2 (deuxième division), la formation du RC Kouba qui fut promu grâce au verdict rendu par le TAS à Lausanne, et la formation de la ville de Saïda, le MC Saïda.
Le tenant du titre, la JS Kabylie terminera donc cette saison en dauphin, du double champion arabe, l'ES Sétif, lui-même ex dauphin de la saison (2007-2008) du titre des canaries. Tous deux joueront la Ligue des Champions de la CAF.
Il faut savoir aussi que l'USM Alger, forte de sa cinquième place aurait pu participer à la prochaine Ligue Arabe des Champions, mais celle-ci sera annulée pour la saison (2009-2010) par l'UAFA. L'ASO Chlef troisième de ce classement, et le CR Belouizdad vainqueur de la Coupe d'Algérie sont qualifiés pour jouer la prochaine Coupe de la CAF.
Afin d'être complet nous pouvons ajouter également que l'ES Sétif, championne d'Algérie en titre, et le CR Belouizdad vainqueur de la Coupe d'Algérie de football, disputeront les compétitions nord-africaines des clubs. En effet, ces clubs joueront respectivement, en Coupe Nord-Africaine des Clubs Champions pour l'ES Sétif, et en Coupe Nord-Africaine des Vainqueurs de Coupes pour le CR Belouizdad.

## Mercato estival 2008
Arrivées
- Bachir Boudjellid (CABBA)
- Ayache Belaoued (USM Blida)
- Tayeb Maroci (USM Blida)
- Lyes Boukria (NA Hussein Dey)
- Nouri Ouznadji (NA Hussein Dey)
- Koceila Berchiche (WA Rouiba)

Départs
- Nabil Hemani (ES Sétif)
- Sofiane Harkat (USM Annaba)
- Brahim Zafour (JSM Béjaïa)
- Boubeker Athmani (USM Annaba)

## Effectif (2008-2009)

### Équipe type
| Chaouchi 26 Meftah 30 Belkalem 28 Coulibaly 31 Oussalah 24 Achiou 23 Maroci 6 Berramla 10 Boussefiane 7 Derrag 11 Bensaid 9 |

## Championnat d'Algérie 2008-2009

### Classement
| Rang | Équipe                | Pts | J  | G  | N  | P  | Bp | Bc | Diff |
| ---- | --------------------- | --- | -- | -- | -- | -- | -- | -- | ---- |
| 1    | ES Sétif              | 62  | 32 | 18 | 8  | 6  | 52 | 25 | +27  |
| 2    | JS Kabylie (T)        | 59  | 32 | 15 | 14 | 3  | 38 | 19 | +19  |
| 3    | JSM Béjaïa (CdA)      | 53  | 32 | 15 | 8  | 9  | 33 | 20 | +13  |
| 4    | CR Belouizdad         | 50  | 32 | 15 | 5  | 12 | 33 | 27 | +6   |
| 5    | MC Alger              | 49  | 32 | 13 | 10 | 9  | 40 | 38 | +2   |
| 6    | USM Alger             | 48  | 32 | 13 | 9  | 10 | 38 | 31 | +7   |
| 7    | CA Bordj Bou Arreridj | 48  | 32 | 14 | 7  | 11 | 34 | 33 | +1   |
| 8    | MC El Eulma (p)       | 46  | 32 | 13 | 7  | 12 | 37 | 35 | +2   |
| 9    | ASO Chlef (V)         | 44  | 32 | 11 | 11 | 10 | 40 | 43 | -3   |
| 10   | USM Annaba            | 41  | 32 | 11 | 8  | 13 | 31 | 34 | -3   |
| 11   | USM El Harrach (p)    | 40  | 32 | 10 | 10 | 12 | 36 | 40 | -4   |
| 12   | AS Khroub             | 39  | 32 | 9  | 12 | 11 | 30 | 37 | -7   |
| 13   | NA Hussein Dey        | 39  | 32 | 10 | 9  | 13 | 28 | 35 | -7   |
| 14   | MSP Batna (p)         | 38  | 32 | 10 | 8  | 14 | 26 | 35 | -9   |
| 15   | USM Blida             | 33  | 32 | 8  | 9  | 15 | 23 | 31 | -8   |
| 16   | MC Saïda              | 29  | 32 | 7  | 8  | 17 | 25 | 40 | -15  |
| 17   | RC Kouba (pj)         | 23  | 32 | 6  | 5  | 21 | 23 | 44 | -21  |

### Matchs
| Nedjma D1 : Journée 1   | JS Kabylie | 1-1 | NA Hussein Dey |             |             |
| 7 août 2008 19:00 UTC+1 |            |     |                | Arbitrage : | Arbitrage : |

| Nedjma D1 : Journée 2    | USM Alger | 0-0 | JS Kabylie | Stade du 1er novembre 1954 (Tizi Ouzou) |             |
| 11 août 2008 17:00 UTC+1 |           |     |            | Arbitrage :                             | Arbitrage : |

| Nedjma D1 : Journée 3    | JS Kabylie | 0-0 | AS Khroub |             |             |
| 25 août 2008 19:00 UTC+1 |            |     |           | Arbitrage : | Arbitrage : |

| Nedjma D1 : Journée 4       | CR Belouizdad | 1-0 | JS Kabylie | Stade du 1er novembre 1954 (Tizi Ouzou) |             |
| 27 octobre 2008 14:30 UTC+1 |               |     |            | Arbitrage :                             | Arbitrage : |

| Nedjma D1 : Journée 5        | JS Kabylie | 1-1 | USM Annaba |             |             |
| 21 novembre 2008 14:30 UTC+1 |            |     |            | Arbitrage : | Arbitrage : |

| Nedjma D1 : Journée 6         | CA Bordj Bou Arreridj | 3-2 | JS Kabylie | Stade du 1er novembre 1954 (Tizi Ouzou) |             |
| 1er décembre 2008 14:30 UTC+1 |                       |     |            | Arbitrage :                             | Arbitrage : |

| Nedjma D1 : Journée 7         | JS Kabylie | 0-0 | JSM Béjaïa |             |             |
| 26 septembre 2008 22:30 UTC+1 |            |     |            | Arbitrage : | Arbitrage : |

| Nedjma D1 : Journée 8      | MSP Batna | 1-1 | JS Kabylie | Stade du 1er novembre 1954 (Tizi Ouzou) |             |
| 2 janvier 2009 15:00 UTC+1 |           |     |            | Arbitrage :                             | Arbitrage : |

| Nedjma D1 : Journée 9       | JS Kabylie | 2-1 | ES Sétif |             |             |
| 19 janvier 2009 14:30 UTC+1 |            |     |          | Arbitrage : | Arbitrage : |

| Nedjma D1 : Journée 10        | JS Kabylie | 1-0 | MC Saïda |             |             |
| 1er novembre 2008 14:30 UTC+1 |            |     |          | Arbitrage : | Arbitrage : |

| Nedjma D1 : Journée 11       | USM Blida | 0-2 | JS Kabylie | Stade du 1er novembre 1954 (Tizi Ouzou) |             |
| 10 novembre 2008 14:30 UTC+1 |           |     |            | Arbitrage :                             | Arbitrage : |

| Nedjma D1 : Journée 12       | JS Kabylie | 1-1 | USM El Harrach |             |             |
| 14 novembre 2008 15:00 UTC+1 |            |     |                | Arbitrage : | Arbitrage : |

| Nedjma D1 : Journée 13       | MC Alger | 2-1 | JS Kabylie | Stade du 1er novembre 1954 (Tizi Ouzou) |             |
| 27 novembre 2008 14:30 UTC+1 |          |     |            | Arbitrage :                             | Arbitrage : |

| Nedjma D1 : Journée 14      | JS Kabylie | 1-0 | ASO Chlef |             |             |
| 5 décembre 2008 15:00 UTC+1 |            |     |           | Arbitrage : | Arbitrage : |

| Nedjma D1 : Journée 15      | MC El Eulma | 0-0 | JS Kabylie | Stade du 1er novembre 1954 (Tizi Ouzou) |             |
| 29 janvier 2009 14:30 UTC+1 |             |     |            | Arbitrage :                             | Arbitrage : |

| Nedjma D1 : Journée 16     | JS Kabylie | 1-0 | RC Kouba |             |             |
| 6 février 2009 14:30 UTC+1 |            |     |          | Arbitrage : | Arbitrage : |

| Nedjma D1 : Journée 17      | NA Hussein Dey | 0-1 | JS Kabylie | Stade du 1er novembre 1954 (Tizi Ouzou) |             |
| 15 février 2009 14:30 UTC+1 |                |     |            | Arbitrage :                             | Arbitrage : |

| Nedjma D1 : Journée 18      | JS Kabylie | 0-0 | USM Alger |             |             |
| 19 février 2009 14:30 UTC+1 |            |     |           | Arbitrage : | Arbitrage : |

| Nedjma D1 : Journée 19      | AS Khroub | 1-1 | JS Kabylie | Stade du 1er novembre 1954 (Tizi Ouzou) |             |
| 26 février 2009 14:30 UTC+1 |           |     |            | Arbitrage :                             | Arbitrage : |

| Nedjma D1 : Journée 20  | JS Kabylie | 2-1 | CR Belouizdad |             |             |
| 2 mars 2009 14:30 UTC+1 |            |     |               | Arbitrage : | Arbitrage : |

| Nedjma D1 : Journée 21  | USM Annaba | 0-1 | JS Kabylie | Stade du 1er novembre 1954 (Tizi Ouzou) |             |
| 5 mars 2009 14:30 UTC+1 |            |     |            | Arbitrage :                             | Arbitrage : |

| Nedjma D1 : Journée 22   | JS Kabylie | 2-0 | CA Bordj Bou Arreridj |             |             |
| 12 mars 2009 14:30 UTC+1 |            |     |                       | Arbitrage : | Arbitrage : |

| Nedjma D1 : Journée 23   | JSM Béjaïa | 0-0 | JS Kabylie | Stade du 1er novembre 1954 (Tizi Ouzou) |             |
| 19 mars 2009 14:30 UTC+1 |            |     |            | Arbitrage :                             | Arbitrage : |

| Nedjma D1 : Journée 24    | JS Kabylie | 1-0 | MSP Batna |             |             |
| 20 avril 2009 17:00 UTC+1 |            |     |           | Arbitrage : | Arbitrage : |

| Nedjma D1 : Journée 25  | ES Sétif | 1-1 | JS Kabylie | Stade du 1er novembre 1954 (Tizi Ouzou) |             |
| 22 mai 2009 18:00 UTC+1 |          |     |            | Arbitrage :                             | Arbitrage : |

| Nedjma D1 : Journée 26    | MC Saïda | 2-4 | JS Kabylie | Stade du 1er novembre 1954 (Tizi Ouzou) |             |
| 13 avril 2009 13:30 UTC+1 |          |     |            | Arbitrage :                             | Arbitrage : |

| Nedjma D1 : Journée 27    | JS Kabylie | 3-1 | USM Blida |             |             |
| 16 avril 2009 13:30 UTC+1 |            |     |           | Arbitrage : | Arbitrage : |

| Nedjma D1 : Journée 28    | USM El Harrach | 1-1 | JS Kabylie | Stade du 1er novembre 1954 (Tizi Ouzou) |             |
| 30 avril 2009 13:30 UTC+1 |                |     |            | Arbitrage :                             | Arbitrage : |

| Nedjma D1 : Journée 29 | JS Kabylie | 1-1 | MC Alger |             |             |
| 7 mai 2009 17:00 UTC+1 |            |     |          | Arbitrage : | Arbitrage : |

| Nedjma D1 : Journée 30  | ASO Chlef | 0-3 | JS Kabylie | Stade du 1er novembre 1954 (Tizi Ouzou) |             |
| 14 mai 2009 18:00 UTC+1 |           |     |            | Arbitrage :                             | Arbitrage : |

| Nedjma D1 : Journée 31  | JS Kabylie | 1-0 | MC El Eulma |             |             |
| 25 mai 2009 17:00 UTC+1 |            |     |             | Arbitrage : | Arbitrage : |

| Nedjma D1 : Journée 32  | RC Kouba | 0-2 | JS Kabylie | Stade du 1er novembre 1954 (Tizi Ouzou) |             |
| 28 mai 2009 15:00 UTC+1 |          |     |            | Arbitrage :                             | Arbitrage : |

## Ligue des Champions de la CAF 2009
La Jeunesse sportive de Kabylie jouera deux matchs dans cette compétition, et ce sera ses 84e et 85e match en C1 africaine.
| C1 : 16e de finale Match aller | JS Kabylie | 1-2     | Al Ahly | Stade du 1er novembre 1954 (Tizi Ouzou) |                          |
| 13 mars 2009                   | Coulibaly 75e (pen.) | (0-0)   | 58e Saâd · 72e Bensalah | Arbitrage : Samir Osmane                | Arbitrage : Samir Osmane |
| 13 mars 2009                   | Rapport |         | | Arbitrage : Samir Osmane                | Arbitrage : Samir Osmane |
| 13 mars 2009                   | Chaouchi, Bellabès (Azuka 72e), Oussalah, Coulibaly, Belkalem, Abdeslam, Dehouche (Belaoued 83e), Berramla (Amaouche 56e), Achiou, Derrag, Bensaïd | Équipes | Bira, Saâd, Khouzzam, Miftah, Daoud, Sadou, Massoud, El Biskrin, N. Djengue (Medjbel 58e), Nader Kara (Sebai 90e), Koko (Bensalah 65e) | Arbitrage : Samir Osmane                | Arbitrage : Samir Osmane |

| C1 : 16e de finale Match retour | Al Ahly | 1-0     | JS Kabylie | Stade du 11 Juin (Tripoli) |                            |
| 4 avril 2009                    | Dawood 38e | (1-0)   | | Arbitrage : Aouaz Trabelsi | Arbitrage : Aouaz Trabelsi |
| 4 avril 2009                    | Rapport |         | | Arbitrage : Aouaz Trabelsi | Arbitrage : Aouaz Trabelsi |
| 4 avril 2009                    | Dira, Khouzam, Saddou (Medjerik 71e), Dawood, Ahmed Merghi, Imad El Dahmani (Oussama Bensalah 6e) (Ajddou 65e), Mounir Mabrouk, Samer Saïd, Ahmed Saâd, Kara, Bilel Fezzani | Équipes | Chaouchi - Douicher (Amaouche 80e), Belkalem, I. Coulibaly, Oussalah - Abdeslam, Dehouche, Berramla (Bensaïd 65e) - Achiou, Azuka, Derrag (Belaoued 72e) | Arbitrage : Aouaz Trabelsi | Arbitrage : Aouaz Trabelsi |

## Buteurs
| No.       | Nat.                 | Player               | Pos.      | L 1 | AC | CC 3 | CL 1 | TOTAL |
| --------- | -------------------- | -------------------- | --------- | --- | -- | ---- | ---- | ----- |
| 7         | Drapeau de l'Algérie | Adlène Bensaïd       | FW        | 9   | 0  | 1    | 0    | 10    |
| 30        | Drapeau de l'Algérie | Mohamed Rabie Meftah | DF        | 6   | 0  | 0    | 0    | 6     |
| 10        | Drapeau de l'Algérie | Tayeb Berramla       | MF        | 4   | 0  | 1    | 0    | 5     |
| 16        | Drapeau de l'Algérie | Mohamed Derrag       | FW        | 4   | 0  | 0    | 0    | 4     |
| 35        | Drapeau du Nigeria   | Izu Azuka            | FW        | 3   | 0  | 0    | 0    | 3     |
| 23        | Drapeau de l'Algérie | Hocine Achiou        | MF        | 3   | 0  | 0    | 0    | 3     |
|           | Drapeau de l'Algérie | Nouri Ouznadji       | FW        | 2   | 0  | 1    | 0    | 3     |
| 31        | Drapeau du Mali      | Idrissa Coulibaly    | DF        | 1   | 0  | 0    | 1    | 2     |
|           | Drapeau de l'Algérie | Bachir Boudjelid     | FW        | 2   | 0  | 0    | 0    | 2     |
| 20        | Drapeau du Mali      | Demba Barry          | DF        | 0   | 0  | 2    | 0    | 2     |
| 22        | Drapeau de l'Algérie | Nabil Hamouda        | MF        | 1   | 0  | 0    | 0    | 1     |
| 24        | Drapeau de l'Algérie | Nassim Oussalah      | DF        | 0   | 0  | 1    | 0    | 1     |
| 6         | Drapeau de l'Algérie | Tayeb Maroci         | MF        | 0   | 0  | 1    | 0    | 1     |
| Own Goals | Own Goals            | Own Goals            | Own Goals | 0   | 0  | 1    | 0    | 1     |
| Totals    | Totals               | Totals               | Totals    | 38  | 0  | 8    | 1    | 45    |